# U-Bahnhof Restauradores

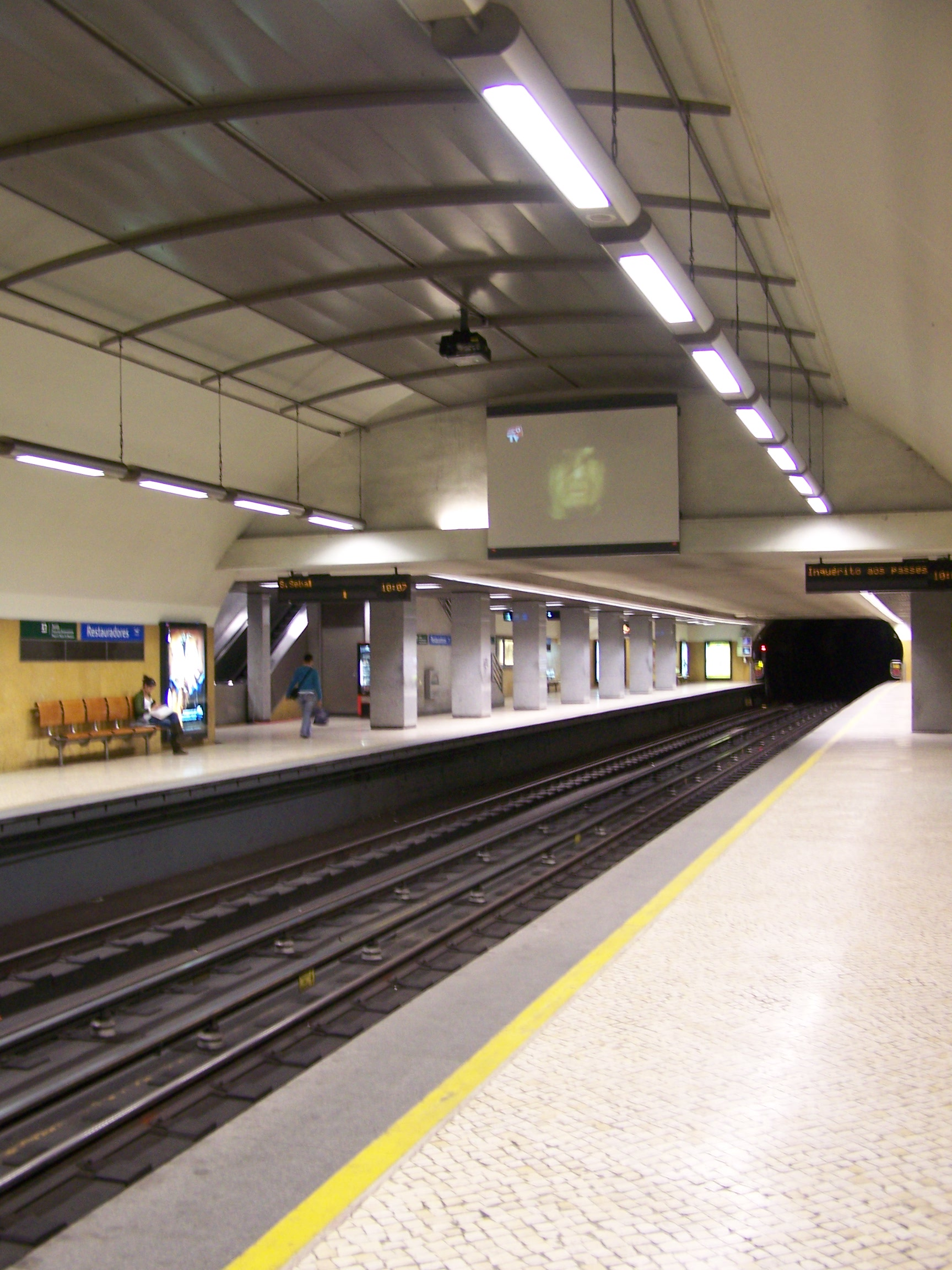
Der Bahnhof Restauradores besitzt zwei Seitenbahnsteige

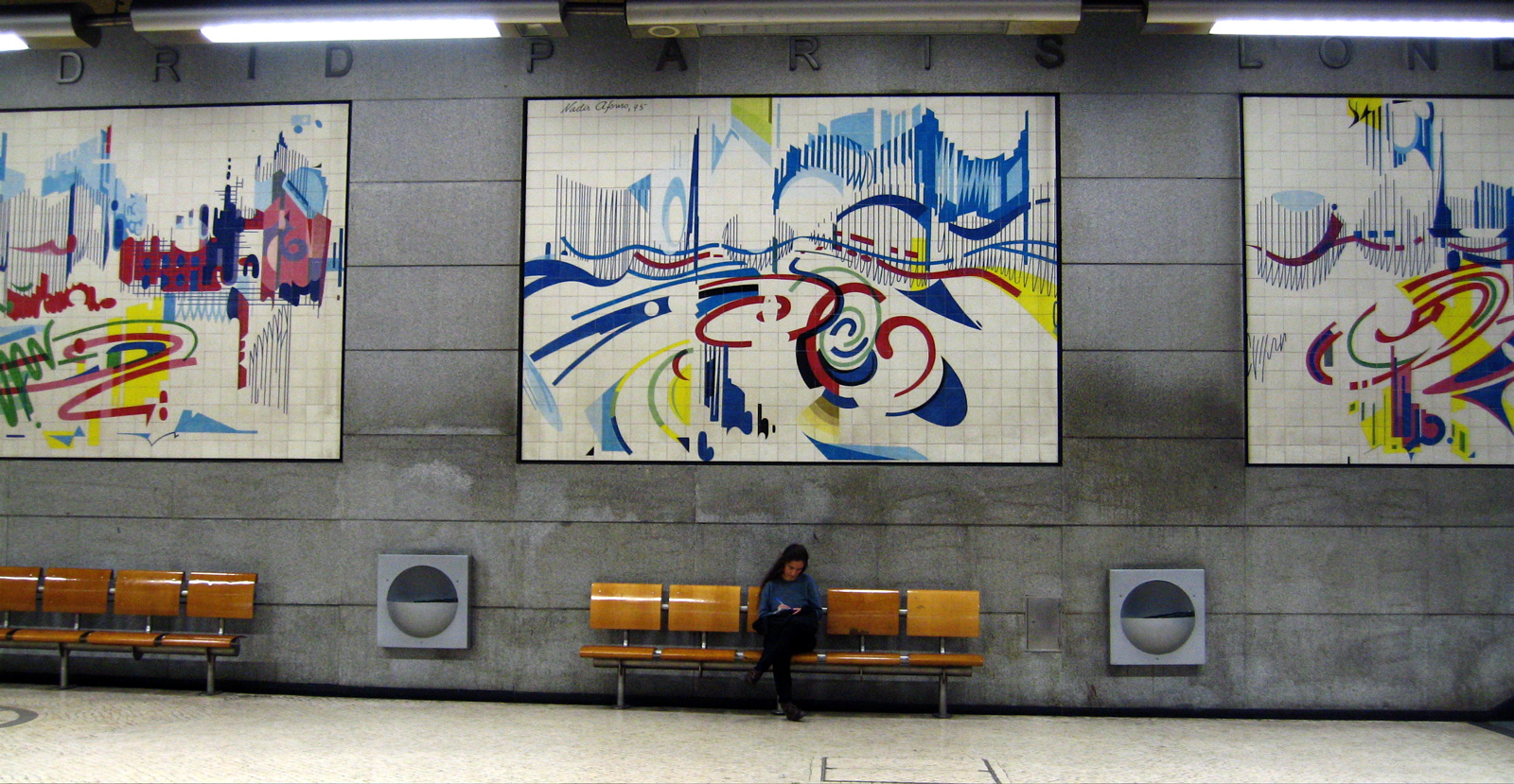
Große Gemälde von Nadir Afonso sollen die Urbanität sechs großer Weltstädte darstellen

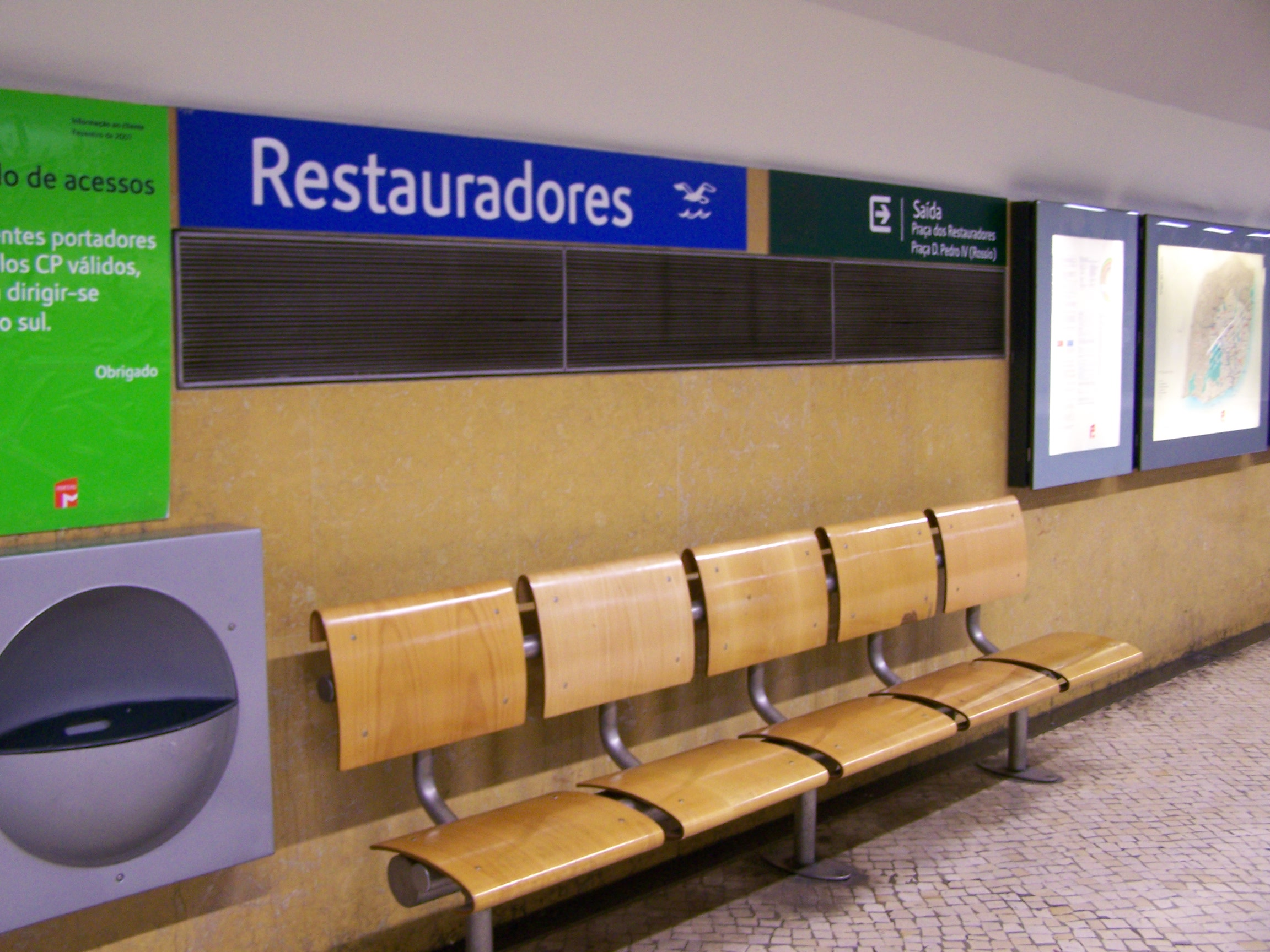
Bank im Bahnhof

Restauradores ist ein U-Bahnhof der Linha Azul der Metro Lissabon, des U-Bahn-Netzes der portugiesischen Hauptstadt. Der Bahnhof befindet sich unter dem gleichnamigen Platz in der Stadtgemeinde Santa Maria Maior. Die Nachbarstationen des Bahnhofes sind Avenida und Baixa-Chiado. Der Bahnhof ging am 29. Dezember 1959 als einer der elf Bahnhöfe des Lissabonner Ursprungnetzes in Betrieb. Der Bahnhof stellt einen wichtigen Verkehrsknotenpunkt in der portugiesischen Hauptstadt dar; vom Bahnhof aus besteht ein direkter Zugang zum ehemaligen Hauptbahnhof und immer noch wichtigen Regionalbahnhof Rossio.

## Geschichte
Die Lissabonner Stadtverwaltung eröffnete den Bahnhof Restauradores feierlich am 29. Dezember 1959 gemeinsam im Zusammenhang mit der kompletten Inbetriebnahme des Lissabonner U-Bahn-Netzes zwischen Restauradores, Sete Rios und Entre Campos. Zunächst endeten am Bahnhof die Züge von den beiden Linienästen kommend. Der Bahnhof erhielt, wie nahezu alle Lissabonner U-Bahnhöfe, zwei 4,20 Meter breite und 40 Meter lange Seitenbahnsteige, entworfen von João Falcão e Cunha. Die künstlerische Ausgestaltung übernahm Maria Keil. Sie entschied sich für hell- und dunkelblaue und violettfarbene, quadratische Fliesen, ergänzt durch einzelne Blumenbilder.
Der Bahnhof blieb jedoch nicht lange Endstation. 1963 verlängerte die Betreibergesellschaft den Betrieb bis zum nächstgelegenen Bahnhof Rossio und 1966 und 1972 bis nach Alvalade. So entstand quasi ein langgestrecktes U mit zwei Linienästen auf der einen Seite, der U-Bahnhof Restauradores befand sich dabei am südlichen Ende des „U“.
Aufgrund der wachsenden Fahrgastströme ab 1966 entschied die Betreibergesellschaft Metropolitano de Lisboa ab 1972 alle Bahnsteige, deren Länge je nach Bedeutung und Eröffnungsdatum zwischen 40 und 70 Meter variierte, auf 105 Meter zu verlängern, sodass dort Sechs-Wagen-Züge halten können. Beim U-Bahnhof Restauradores geschah dies 1975. Am 11. Februar 1977 erhielt der Bahnhof einen zusätzlichen Ausgang im Norden zur Avenida da Liberdade. Diesen entwarf der Ingenieur Benoliel de Carvalho, Maria Keil war auch bei diesem Neubau für die Ausgestaltung verantwortlich.
500 Jahre nach dem Vertrag von Tordesillas von 1494 gestaltete der Künstler Luíz Ventura für die südliche Eingangshalle des Bahnhofes ein aufwändiges Fliesenkunstwerk mit dem Titel Brasil–Portugal: 500 anos – A Chegança (zu Deutsch „Brasilien–Portugal: 500 Jahre – die Ankunft“), das die Beziehung zwischen Portugal und der früheren Kolonie Brasilien thematisiert. Das Pendant zu diesem Kunstwerk fertigte David de Almeida im U-Bahnhof Conceição der Metrô São Paulo an. Ventura stellte in seinem Kunstwerk den großen Unterschied zwischen der portugiesischen und der brasilianischen Kultur heraus und gestaltete zwölf Eigenschaften und Dinge des Menschen (unter anderem das Gute, das Schlechte, die Gier, die Wissenschaft, die Kultur, die Religion und das Gespenst).
Die Fahrgastzahlen stiegen über die Jahre bedingt durch zahlreiche Erweiterungen erheblich, sodass sich das vorhandene U-Netz mit zwei Abzweigen als nicht sinnvoll darstellte. Aus diesem Netz sollten – nach dem verabschiedeten Plano de Expansão da Rede 1999 (Plan zur Erweiterung des Netzes bis 1999) zukünftig drei Linien entstehen. Die beiden Linienäste in Richtung Sete Rios und Entre Campos wurden bereits 1995 gebildet, und es entstand eine gelbe Linie (Rotunda–Campo Grande) und eine blaue Linie (Pontinha–Campo Grande). Im April 1998 verlängerte nun die Metropolitano de Lisboa den Ast Campo Grande–Rossio über den neuen U-Bahnhof Baixa-Chiado zum großen Umsteigepunkt am Tejo Cais do Sodré – es entstand die grüne Linie. In dieser Zeit endeten die Züge aus Richtung Pontinha am Bahnhof Restauradores, unerwartet hatte dieser nun seine Funktion als Endbahnhof für eine kurze Zeit wieder zurück. Seit August 1998 fuhren die Züge weiter, nun endeten die Züge der blauen Linie am innerstädtischen Bahnhof Baixa-Chiado. Somit entstanden drei voneinander unabhängige Metrolinien (gelbe, blaue und grüne Linie).
Zusätzlich zur Netzumgestaltung standen auch Umbauarbeiten am Südeingang des Bahnhofes unter Leitung des Architekten Manuel Ponte an. Diese Gelegenheit nutzte die Betreibergesellschaft und beauftragte die Künstler Nadir Afonso (Maler) und Lagoa Henriques (Bildhauer) mit der Ausgestaltung der südlichen Vorhalle und des Bahnhofes, die ursprünglich vorhandenen Fliesen von Maria Keil verschwanden dabei völlig. Seitdem schmücken sechs große farbige Gemälde mit den Titeln Madrid, Paris, Londres (London), Nova Iorque (New York), Rio de Janeiro und Moscovo (Moskau) den Bahnhof, die laut Afonso eine Hommage dieser Weltstädte an Lissabon darstellen sollen. Henriques entwarf zwei Werke für den Bahnhof; einerseits eine feminine Steinstatue und ein graviertes Paneel, das an die großen Dichter Portugals (genannt werden António Botto, Mário de Sá-Carneiro, Fernando Pessoa, Almada Negreiros, Cesário Verde und Luís de Camões) erinnern soll. Im Rahmen der Umbauarbeiten erhielt der Bahnhof auch als einer der wenigen im Lissabonner U-Bahn-Netz einen Aufzug.

## Verlauf
Am U-Bahnhof bestehen Umsteigemöglichkeiten zu den Buslinien der Carris sowie zu den Vorortbahnlinien der CP Urbanos de Lisboa (Bahnhof Lissabon Rossio).
| Linie | Verlauf |
| ----- | --- |
|       | Reboleira – Amadora Este – Alfornelos – Pontinha – Carnide – Colégio Militar/Luz – Alto dos Moinhos – Laranjeiras – Jardim Zoológico – Praça de Espanha – São Sebastião – Parque – Marquês de Pombal – Avenida – Restauradores – Baixa-Chiado – Terreiro do Paço – Santa Apolónia |